# غدار: المفتاح الأخير
غدار: المفتاح الأخير (بالإنجليزية: Insidious: The Last Key)‏ هو فيلم رعب خارق أميركي منتظر من إخراج آدم روبيتل وكتبه ليه وانيل. الفيلم هو الجزء الرابع في سلسلة غدار وهو من بطولة لين شاي، وليه وانيل، وانجوس سامبسون، وسبنسر لوك، وكيرك أسيفيدو وبروس دافيسون.
صدر الفيلم في 5 يناير 2018، من قبل يونيفرسال ستوديوز في الولايات المتحدة بينما ستتولى سوني بيكتشرز التوزيع الدولي.

## القصة
في عام 1953، تعيش إليز رينييه في فايف كيز، نيو مكسيكو مع والديها أودري وجيرالد وشقيقها الأصغر كريستيان. تواجه إليز وكريستيان شبحًا في غرفة نومهما. يبحث كريستيان خائفًا عن صافرة أعطته لها والدتهم لطلب المساعدة، لكن لا يمكنهم العثور عليها. جيرالد، غاضبًا، يضرب إليز ويغلقها في القبو. هناك، تفتح إليز مدخلًا أحمر غامضًا وتملكها روح شيطانية لفترة وجيزة. عندما تأتي أودري للتحقيق، قتلها الشيطان.
بعد عقود في كاليفورنيا في عام 2010، عملت إليز محققة في الظواهر الخارقة مع زملائها سبيكس وتاكر. اتصل رجل يُدعى تيد جارزا، قائلاً إنه كان يعاني من نشاط خارق للطبيعة في منزله. بعد أن أدركت أنه منزل طفولتها، غادرت إليز لمساعدته. أثناء التحقيق في المنزل، وجدت إليز صافرة كريستيان المفقودة، لكنها تختفي مرة أخرى بعد أن واجهت روحًا أنثوية. أخبرت إليز سبيكس وتاكر أنها شاهدت الروح من قبل عندما كانت فتاة صغيرة. بعد هذا الحادث السابق، فرت إليز من المنزل خوفًا من تعرضها للضرب مرة أخرى من والدها، وتركت كريستيان.
في صباح اليوم التالي، تلتقي إليز وتاكر وسبيسز بميليسا وإيموجين، بنات كريستيان. لا يزال كريستيان غاضبًا من إليز لتخليها عنه. على أمل إصلاح علاقتهما، تسلم إليز ميليسا صورة للصفارة، تطلب منها إظهارها لكريستيان. لاحقًا، اكتشفت إليز وتاكر غرفة مخفية في الطابق السفلي. في الداخل، مسترشدين بروح الأنثى، يكتشفون شابة محتجزة. اقتحم تيد الغرفة وكشف أنه مسؤول. يحبس المجموعة ويحاول قتل المواصفات. المواصفات تقتل تيد في الدفاع عن النفس.
في وقت لاحق، بعد أن أخلت الشرطة المنزل، دخل كريستيان وبناته للعثور على صافرة. في القبو، هاجم ميليسا شيطان من ماضي إليز، يُعرف باسم «الوجه الرئيسي». يرسلها Key Face إلى غيبوبة، مع وعيها عالق الآن في عالم الروح لـ «مزيد».
في محاولة لإنقاذ ميليسا، تفتش إليز المنزل وتكتشف حقائب مخفية تحتوي على متعلقات العديد من النساء الأخريات اللائي تم احتجازهن، بما في ذلك الشابة التي رأتها عندما كانت فتاة صغيرة. تدرك إليز أنه مثل تيد، قام والدها جيرالد أيضًا بخطف النساء واحتجازهن في الغرفة السرية. كانت المرأة التي رأتها كفتاة صغيرة، آنا، لا تزال على قيد الحياة بالفعل، وقتلها جيرالد لاحقًا. فجأة، تعرضت إليز لكمين من قبل Key Face وتم نقل روحها إلى أبعد من ذلك.
إيموجين، الذي يمتلك قدرات تشبه إلى حد كبير قدرات إليز، يدخل إلى TheMore بمساعدة Specs و Tucker. يقودها شبح آنا إلى عالم السجن حيث يحتفظ Key Face بكل النفوس التي أخذها، بما في ذلك ميليسا وإليز. تدرك إليز أن Key Face كانت تتحكم في كل من Gerald و Ted ، وتتغذى على الخوف والكراهية الناتجة عن النساء اللائي اختطفن. يحاول Key Face إجبار Elise على إيذاء روح والدها كإنتقام لما فعله. تبدأ إليز بضرب جيرالد، ولكن أوقفها إيموجين وترفض إطعام كي فيس أي مزيد من الكراهية. يهاجم Key Face إليز، لكن جيرالد ينقذها قبل أن يطعنه Key Face ، وتختفي روحه.
يطعن Key Face ميليسا، مما تسبب في موت جسدها المادي. يحاول امتلاك إليز. تنفث إليز صافرة كريستيان، وتصل روح أودري، وتهزم Key Face. مع ميليسا التي تموت، يتحركون للعثور على جسدها في مزيد. فتحوا الباب ورأوا الفتى الصغير دالتون لامبرت. أدركوا أنهم فتحوا الباب الخطأ، وتركوا الباب مفتوحًا ووجدوا ميليسا في الباب المجاور. تعود روح ميليسا إلى جسدها في العالم الحقيقي وتنقذ حياتها. إليز تتكيف مع روح والدتها وتقول وداعا. تعود إليز وإيموجين إلى العالم الحقيقي ويلتقيا مع ميليسا وكريستيان. يغفر كريستيان إليز وتطلق عليه صافرة.
في نومها، تحلم إليز بدالتون وشيطان أحمر الوجه. تستيقظ وتتلقى مكالمة من امرأة تدعى لورين. كانت إليز قد ساعدت ابنها قبل ذلك بسنوات، والآن يحتاج حفيدها دالتون إلى نفس المساعدة التي توافق إليز على مساعدتها.

## روابط خارجية
- غدار: المفتاح الأخير على موقع IMDb (الإنجليزية)
- غدار: المفتاح الأخير على موقع ميتاكريتيك (الإنجليزية)
- غدار: المفتاح الأخير على موقع روتن توميتوز (الإنجليزية)
- غدار: المفتاح الأخير على موقع نتفليكس (الإنجليزية)
- غدار: المفتاح الأخير على موقع قاعدة بيانات الأفلام العربية
- غدار: المفتاح الأخير على موقع ألو سيني (الفرنسية)
- غدار: المفتاح الأخير على موقع Turner Classic Movies (الإنجليزية)
- غدار: المفتاح الأخير على موقع أول موفي (الإنجليزية)
- غدار: المفتاح الأخير على موقع بوكس أوفيس موجو (الإنجليزية)
- غدار: المفتاح الأخير على موقع فيلمافينيتي (الإسبانية)